# ФАП 3240
ФАП 3240 БС/АВ је домаћи војни теренски камион, заснован на моделима „Мерцедес-Бенц“ серије NG, који производи Фабрика аутомобила Прибој.

## Настанак и развој
Скоро 20 година од распада Југославије и престанка развоја возила 8х8, јавила се потреба за развојем новог војног возила са 4 осовине. На основу пређашњих искустава у производњи војних возила, ФАП 2011. године представља прототип новог камиона са погоном на 4 осовине под именом ФАП 3240 БС/АВ. Возило је тестирано дуги низ година на путним и ван путним условима широм Србије али је тек 2019. године са производне траке ФАПа сишла је тзв. нулта серија од 4 камиона.

## Опис и намена
ФАП 3240 намењен је за превоз терета, људства и вучу тешких артиљеријских оруђа до 10 тона нето масе. Шасија је погодна за разне специјалне надградње у виду ракетних лансера или радарских система а уградњом седла добио би се тегљач погодан за транспорт тешких гусеничара. Иако естетски и наменски изгледа јако слично свом претходнику ознаке 3232, ФАП 3240 има потпуно нове агрегате. Покреће га турбо-прехрањивани дизел ОМ 457 ЛА ЕУ3 мотор са 6 цилиндара смештених у ред, снаге 295 киловата а за трансмисију се користи ЗФ 16МС мануелни мењач. Шасија је изведена са два уздужна и више попречних носача. Осовине имају планетарни пренос са централном регулацијом притиска у свим пнеуматицима. Разводник погона МАН 252 обезбеђује стални погон на свих 8 точкова.

## Употреба
ФАП 3240 развијен је за потребе Војске Србије и она је за сада једини корисник. До сада је произведено 4 возила + 1 прототип а у скоријој будућности очекује се производња нове серије.

## Технички подаци
- Дозвољена укупна маса [кг]	24.300
- Доз.оптерећење предње осовине [кг]	9.300
- Доз.оптерећење задње осовине [кг]	14.900
- Корисна носивост возила [кг] 10.000
- МОТОР - тип	ОМ 457 ЛА ЕУ 3
- Бр.цилиндара	6
- Пречник/ход клипа [мм]	128/155
- Радна запремина [цм3]	11 970
- Снага [КВ(КС)/мин-1] 295 (401)
- Максимални обртни моменат [Нм/мин-1]	2000/1100-1600
- Електроинсталација [В]	24
- Спојница	МФЗ 430
- Мењач	ЗФ 16 С 221
- Разводник погона	МАН 252
- Осовина предња	АЛ7/АД7,7т управљ. са погоном у точку
- Осовина задња	ХЛ7/ХД 7,9т са погоном у точку
- Управљач	ППТ/ ЗФ 5045
- Кабина	Кратка
- Товарни сандук [мм]	5500 х 2430 х 1700
- Наплатка	10 W -20
- Пнеуматици	14Р 20 ХЦС МИЛ
- Резервоар за гориво [л]	14Р 20 ХЦС МИЛ
- Максимална брзина [km/h]	95
- Максимално савлађивање успона [%]	60
- ЦРПВ [бар]	1,9-7,7
- ВИТЛО	РЕТЗЛЕР ХЗ 090 (160 кН)

## Корисници
- Србија - 5 камиона (4 испоручена y мају 2019. + прототип)